# Sistemas de grupos sanguíneos humanos
El término sistemas de grupos sanguíneos humanos está definido por la Sociedad Internacional de Transfusión Sanguínea como sistemas en la especie humana donde los antígenos de la superficie celular, en particular los de las células sanguíneas, están "controlados en un solo locus de genes o por dos o más genes homólogos con poca o ninguna recombinación observable entre ellos", e incluyen los sistemas de antígenos comunes ABO y Rh (Rhesus), así como muchos otros; a fecha de agosto de 2019 se han identificado 38 principales sistemas humanos.
Además de los sistemas ABO y Rh, los antígenos expresados en las superficies de las membranas de las células sanguíneas incluyen 346 antígenos de glóbulos rojos y 33 antígenos plaquetarios, según se define serológicamente. La base genética de la mayoría de estos antígenos se encuentra en 46 genes de glóbulos rojos y seis de plaquetas. Un individuo, por ejemplo, puede ser AB RhD positivo y, al mismo tiempo, M y N positivo en el sistema MNS, K positivo en el sistema Kell y Lea o Leb positivo en el sistema Lewis. Estos y muchos de los sistemas reciben el nombre de pacientes en los que se detectaron por primera vez los anticuerpos correspondientes.

## Principios generales

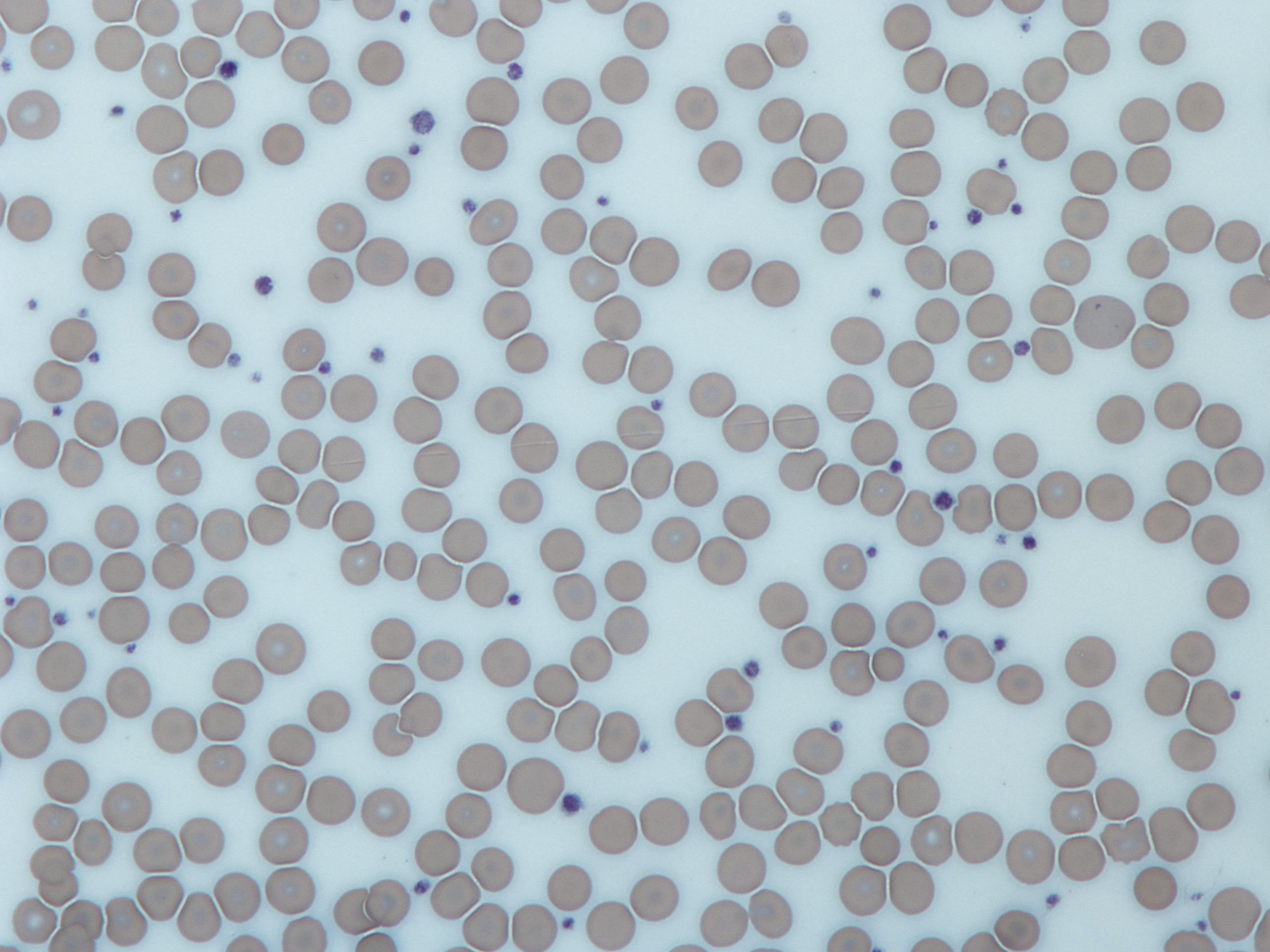
Plaquetas entre glóbulos rojos

La sangre está compuesta de células suspendidas en un fluido llamado plasma. Flotando en el plasma hay tres tipos de células:
- Eritrocitos o glóbulos rojos, transportan oxígeno
- Leucocitos, combaten infecciones
- Plaquetas, detienen las hemorragias

El tipo de agrupación más común es el sistema de grupos sanguíneos ABO. Las variedades de glucoproteína y el recubrimiento de glucolípidos en los glóbulos rojos dividen la sangre en cuatro grupos:
- A (presenta el oligosacárido A)
- B (presenta el oligosacárido B)
- AB (ambos oligosacáridos A y B están presentes)
- O (no presentan ni A ni B, sólo su precursor H)

Otro antígeno, el factor Rh, juega un papel importante en la aglutinación de la sangre. Si este factor está presente, el tipo de sangre en particular se llama Rh positivo. Si está ausente, se denomina Rh negativo.

## Grupos sanguíneos raros
Los diferentes antígenos de los diversos sistemas de grupos sanguíneos no se distribuyen uniformemente en una población. Además, diferentes poblaciones tienen diferentes distribuciones de antígenos específicos. Algunos antígenos son raros en una población determinada o en toda la población humana. Esto puede provocar dificultades para encontrar donantes de sangre adecuados para estas personas.
Por ejemplo, el grupo sanguíneo h/h, también conocido como Oh o grupo sanguíneo Bombay, es un tipo de sangre poco común, mientras que el grupo sanguíneo O es generalmente el grupo sanguíneo más común en el sistema ABO.
Se ha compilado una base de datos completa de tipos de sangre y sus anotaciones genómicas que indexa 39 grupos sanguíneos y 1649 antígenos sanguíneos.

## Sistemas de grupo sanguíneo
| ISBT Núm. | Nombre de sistema         | Símbolo de sistema | Epítopo, notas' | Cromosoma |
| --------- | ------------------------- | ------------------ | --- | --------- |
| 001       | ABO                       | ABO                | Carbohidrato (N-Acetilgalactosamina, Galactosa). Los antígenos A, B y H provocan principalmente reacciones de anticuerpos IgM, aunque el anti-H es muy raro, ver el sistema de antígenos Hh (fenotipo Bombay, ISBT # 18). | 9q34.2    |
| 002       | MNS                       | MNS                | GPA / GPB, (Glicoforinas A y B). Antígenos principales M, N, S, s. | 4q31.21   |
| 003       | P                         | P                  | Glucolípido. Tres antígenos: P1, P, y Pk | 22q13.2   |
| 004       | Rh                        | RH                 | Antígenos Proteína. C, c, D, E, e (no hay antígeno "d"; "d minúscula" indica la ausencia de D). | 1p36.11   |
| 005       | Lutheran                  | LU                 | Proteína (miembro de la Superfamilia de las inmunoglobulinas). 21 antígenos. | 19q13.32  |
| 006       | Kell                      | KEL                | Glicoproteína. K1 puede causar la Enfermedad hemolítica del recién nacido, que puede ser severa. | 7q34      |
| 007       | Lewis                     | LE                 | Carbohidrato (residuo de Fucosa). Antígenos principales Lea y Leb — asociado con la secreción tisular del antígeno ABH.                                                                                                   | 19p13.3   |
| 008       | Duffy                     | FY                 | Proteína (receptor chemokina). Antígenos principales Fya y Fyb. Las personas que carecen por completo de antígenos Duffy son inmunes a la malaria causada por Plasmodium vivax y Plasmodium knowlesi.                     | 1q23.2    |
| 009       | Kidd                      | JK                 | Proteína (transportador de urea). Antígenos principales Jka y Jkb. | 18q12.3   |
| 010       | Diego                     | DI                 | Glicoproteína (banda 3, AE 1, o intercambio de anión). | 17q21.31  |
| 011       | Yt                        | YT                 | Proteína (AChE, Acetilcolinesterasa). | 7q22.1    |
| 012       | XG                        | XG                 | Glicoproteína. | Xp22.33   |
| 013       | Scianna                   | SC                 | Glicoproteína. | 1p34.2    |
| 014       | Dombrock                  | DO                 | Glicoproteína (fijado a membrana de la célula por GPI, o glicosilfosfatidilinositol) | 12p12.3   |
| 015       | Colton                    | CO                 | Aquaporin 1. Principales antígenos Co(a) y Co(b). | 7p14.3    |
| 016       | Landsteiner-Wiener        | LW                 | Proteína (miembro de la superfamilia de las inmunoglobulinas). | 19p13.2   |
| 017       | Chido                     | CH                 | C4A C4B (Sistema del complemento). | 6p21.3    |
| 018       | Hh                        | H                  | Carbohidrato (residuo de Fucosa). | 19q13.33  |
| 019       | XK                        | XK                 | Glicoproteína. | Xp21.1    |
| 020       | Gerbich                   | GE                 | GPC / GPD (Glicoforinas C y D). | 2q14.3    |
| 021       | Cromer                    | CROM               | Glicoproteína (DAF o CD55, regula los fragmentos del sistema de complemento C3 y C5, unidos a la membrana por GPI). | 1q32.2    |
| 022       | Knops                     | KN                 | Glicoproteína (CR1 o CD35, receptor del complejo inmune). | 1q32.2    |
| 023       | Indio                     | EN                 | Glicoproteína (CD44 función de adhesión?). | 11p13     |
| 024       | Ok                        | OK                 | Glicoproteína (CD147). | 19p13.3   |
| 025       | Raph                      | RAPH               | Glicoproteína transmembranal. | 11p15.5   |
| 026       | JMH                       | JMH                | Proteína (fijada a la membrana celular por GPI). También conocida como Semaporina 7A o CD108. | 15q24.1   |
| 027       | Ii                        | I                  | Polisacárido ramificado (I) / no ramificado (i) . | 6p24.2    |
| 028       | Globoside                 | GLOB               | Glicolípido. Antígeno P. | 3q26.1    |
| 029       | GIL                       | GIL                | Acuaporina 3.[cita requerida] | 9p13.3    |
| 030       | Rh-Glicoproteína asociada | RHAg               | Rh-Glicoproteína asociada.[cita requerida] | 6p21-qter |
| 031       | Forssman                  | FORS               | Globosido Alfa-1,3-N-acetilgalactosaminiltransferasa 1 (GBGT1) | 9q34.13   |
| 032       | Langereis                 | LAN                | ABCB6, transportador ATP humano-casete obligatoria (ABC), transportador mitocondrial de Porfirina. | 2q36      |
| 033       | Junior                    | JR                 | ABCG2. Proteína transportadora Multi-Drogar.[cita requerida] | 4q22      |
| 034       | Vel                       | Vel                | Antígenos de eritrocitos.[cita requerida] | 1p36.32   |
| 035       | CD59                      | CD59               | — | 11p13     |
| 036       | Augustine                 | Ago                | Proteína (transportadora). | 6p21.1    |
| 037       | KANNO                     | PRNP               | — | 20p13     |
| 038       | Sid                       |                    | |           |